# Carszkoje Szelo
Carszkoje Szelo (oroszul: Ца́рское Село́, IPA: ˈtsarskəɪ sʲɪˈlo,  hallgat) az oroszországi Szentpétervár szövetségi jelentőségű városhoz tartozó Puskin település része, nevének jelentése „cári falu”. A Romanov-ház egykori rezidenciája volt itt, ma Szentpétervár egyéb részeivel együtt az UNESCO Világörökség részét képezi.

## Története
A terület a nagy északi háború idejében Alekszandr Danyilovics Mensikov tulajdonát képezte, a neve pedig feltehetően Szarszkaja Miza volt, ami a finn Saarismoisio („magaslati udvarház”) szóból származhat. 1710-ben Nagy Péter feleségének, Katalin cárnőnek ajándékozta. Megkezdődött a palota építése, közben falu települt köré, amit Szarszkoje Szelo néven neveztek, amikor pedig elkészült a palota, megkapta a Carszkoje Szelo, azaz „cári falu” nevet. A cári család nyári rezidenciájaként szolgált.

## Nevezetességei
- Katalin-palota
- Sándor-palota
- Líceum

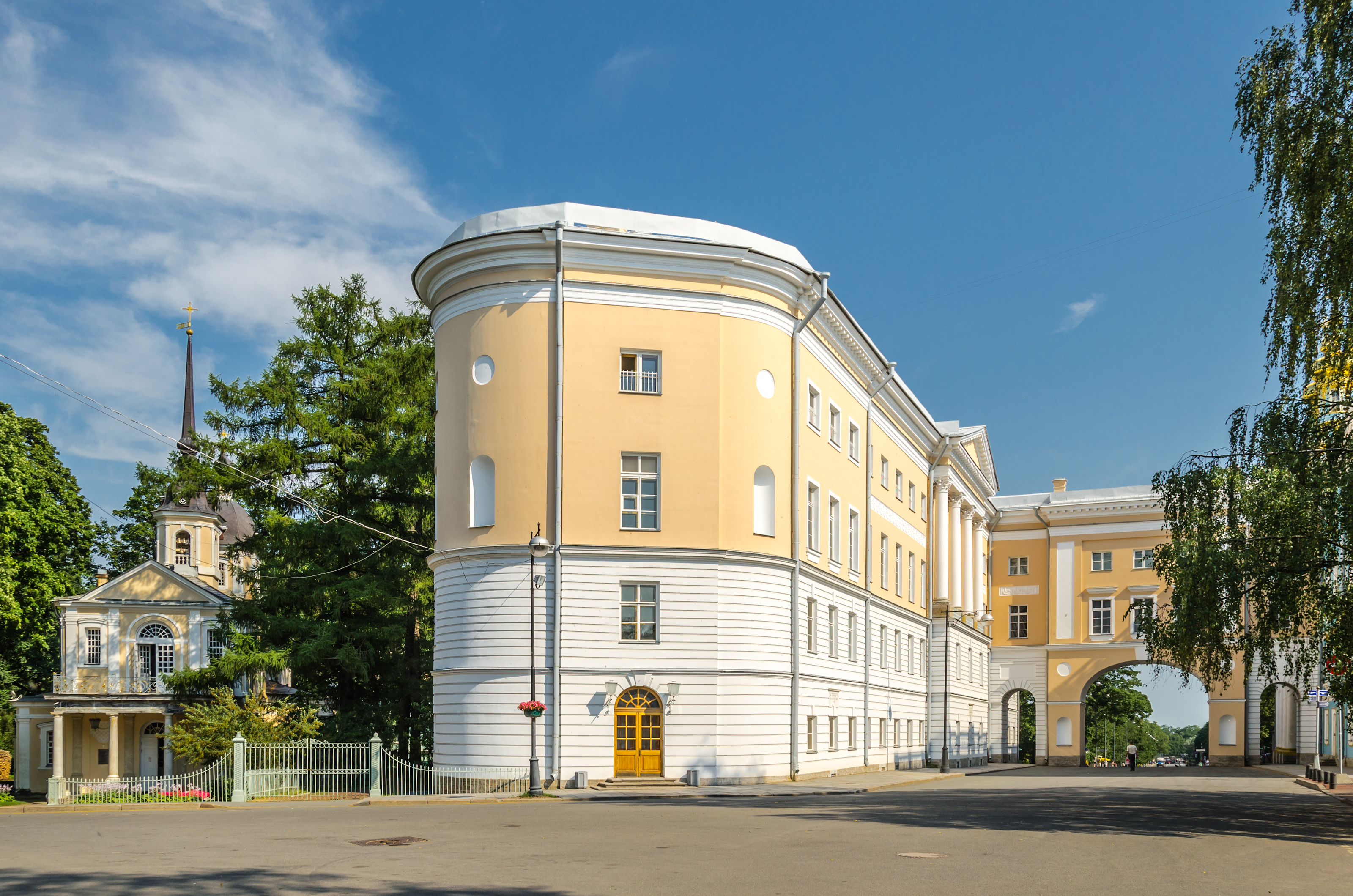
A líceum épülete